# Шаван сир Ресуз
Шаван сир Ресуз (фр. Chavannes-sur-Reyssouze) је насељено место у Француској у региону Рона-Алпи, у департману Ен (Рона-Алпи).
По подацима из 2011. године у општини је живело 697 становника, а густина насељености је износила 42,11 становника/km².

## Демографија
| 1962. | 1968. | 1975. | 1982. | 1990. | 2011. |
| ----- | ----- | ----- | ----- | ----- | ----- |
| 729   | 614   | 573   | 543   | 565   | 697   |